# Qala Nôir
Pornnappan Pornpenpipat (tiếng Thái: พรนับพัน พรเพ็ญพิพัฒน์, RTGS: Phonnapphan phonphenphiphat, phát âm tiếng Thái: [Pʰɔːn náp pʰan pʰɔːn pʰen pʰíʔ pʰát]; sinh ngày 25 tháng 6 năm 1997) là một diễn viên, ca sĩ, DJ Thái Lan gốc Hoa.
Cô có biệt danh cũ là NeNe (เนเน่), nghệ danh cũ là Trịnh Nãi Hinh (郑乃馨) và cô đã thông báo thay đổi nghệ danh của mình vào ngày 20/7/2025 thành Qala Nôir.
Cô đã ra mắt solo vào năm 2014 với ca khúc Hoa Trên Sa Mạc. Cô cũng là cựu thành viên của hai nhóm nhạc Milkshake và BonBon Girls 303. Hiện tại, cô đang hoạt động dưới tư cách là một diễn viên và ca sĩ solo.

## Gia đình và bối cảnh
Trịnh Nãi Hinh sinh ra trong một gia đình mang dòng máu Trung - Thái ở Bangkok, Thái Lan với cha là người Trung Quốc và mẹ là người Thái Lan. Cô tốt nghiệp cấp 3 tại trường Dự Bị Kỹ Thuật Thái-Đức, sau đó theo học tại Đại học Công Nghệ Bắc Bangkok tại ban cao chức học viện khoa học kỹ thuật và công nghiệp. Sau đó, cô tốt nghiệp Đại học Quốc Tế Stamford ngành Thiết kế phương tiện sáng tạo. Ước mơ thời thơ ấu của cô là trở thành một kỹ sư hoặc ca sĩ.
Năm 1992, cha của cô đến làm việc tại Quảng Châu, Trung Quốc. Ông thích bài hát "Tôi Không Muốn Nói" và muốn mua album của bài hát để đem về Thái Lan. Sau khi nhìn thấy ảnh của Dương Ngọc Oánh trên bìa album, ngay lập tức, ông liền muốn tìm một người vợ như trong bức ảnh. Sau này ông cũng tìm được một người vợ ngọt ngào như ý, nhưng vợ ông hát không hay nên ông luôn mong có được một cô con gái xinh đẹp và hát hay. Sau khi cô lớn lên, ông bắt đầu huấn luyện cô hát và nhảy.

## Sự nghiệp

### 2013: Vai diễn đầu tay, bài hát đầu tiên
Năm 2013, cô tham gia chương trình True Academy Fantasia, khi đó cô chỉ mới 15 tuổi và là thí sinh nhỏ tuổi nhất của mùa giải. Đó cũng là cuộc thi hát đầu tiên trong cuộc đời cô. Sau chương trình, cô lấy nghệ danh là Nene AF10 rồi ra mắt với tư cách là diễn viên với vai nữ chính trong phim ngắn chiếu mạng 5 căn phòng của đời người. Cùng năm, cô cũng phát hành bản audio đầu tiên mang tên Trái Tim Tan Vỡ, cũng là nhạc phim của 5 căn phòng của đời người.

### 2014: Ra mắt solo
Năm 2014, cô ra mắt solo lần đầu với ca khúc Hoa Trên Sa Mạc.

### 2015: Ra mắt với Milkshake
Năm 2015, cô ra mắt với tư cách là thành viên của nhóm nhạc nữ Thái Lan MilkShake, với MV debut mang tên Sẻ chia (SHARE). Cùng năm, cô đảm nhận vị trí DJ cho đài phát thanh Kênh 93 Talk Talk.

### 2016:JOHvà Milkshake tan rã
Năm 2016, cô cùng nhóm nhạc nữ MilkShake phát hành MV thứ hai mang tên JOH. Cuối năm 2016, Milkshake tan rã nhưng không được công bố lí do chính thức.

### 2017: Phim truyền hình đầu tay
Tháng 8, tập 1 của bộ phim Teenage Mom của GMM One và Line TV do cô thủ vai đã được phát sóng, đây cũng là bộ phim truyền hình đầu tiên mà cô tham gia.
Tháng 9, cô lần đầu đặt chân đến Trung Quốc và tham gia chương trình "Trung Quốc Tân Ca Thanh". Trong chương trình, cô đã thể hiện ca khúc "Tôi Không Muốn Nói" của ca sĩ Dương Ngọc Oánh, cũng chính là ca khúc tiếng Trung đầu tiên mà cha cô yêu thích.
Tháng 11, cô kết hợp với Hồng Nhung tung ra MV tiếng việt với tựa đề Lý Cây Bông (Nhạc phim Mẹ Chồng). Đây là sản phẩm âm nhạc đầu tiên của cô sau khi Milkshake tan rã và cũng là ca khúc nước ngoài đầu tiên được cô trình bày dưới tư cách nghệ sĩ.

### 2018: Thành công với phim điện ảnh đầu tay
Năm 2018, cô tham gia bộ phim điện ảnh Việt Nam tên gọi Lật mặt: Ba chàng khuyết của đạo diễn Lý Hải. Đây cũng là dự án phim điện ảnh đầu tiên và cũng là bộ phim điện ảnh nước ngoài đầu tiên mà cô đảm nhận. Ngày 20 tháng 4 năm 2018, bộ phim chính thức được công chiếu. Chỉ tính riêng 2 tuần kể từ ngày công chiếu, bộ phim đã đạt doanh thu 60 tỉ và đã đạt được doanh thu vượt qua con số 85 tỉ đồng sau gần 2 tháng, với gần 1,3 triệu lượt xem và lọt top 3 phim Việt có doanh thu mở màn cao nhất mọi thời đại.
Ngoài ra, tháng 11, cô cũng tham gia phim chiếu mạng do Thai Phoenix Culture Entertainment Media Co., Ltd., và Yinglian Jiahe Cultural Development Co., Ltd. hợp tác sản xuất mang tên Trạch nam trưởng thành nhờ tình đầu búp bê.

### 2019:Together,Rất vui được gặp em UFOvàLost
Tháng 4, cô kết hợp với LOTTe tung ra MV Cùng Nhau.
Tháng 7, cô tham gia phim chiếu mạng của Ái Kỳ Nghệ mang tên Rất vui được gặp em UFO.
Tháng 11, cô phát hành audio ca khúc Phải Lòng.

### 2020: Ra mắt với BonBon Girls 303
Tháng 3, tập đầu tiên của bộ phim hài lãng mạn Thái Lan 2gether: The Series do cô thủ vai Air, bí thư đội âm nhạc đã được phát sóng.
Tháng 4, cô tham gia chương trình thực tế Sáng tạo doanh 2020 do Tencent tổ chức với tư cách là thực tập sinh của Hoa Ảnh Nghệ Tinh. Ngày 2 tháng 5, cô xuất hiện trong MV Bạn Là Quan Trọng Nhất Nhất Nhất với tư cách là học viên của Sáng tạo doanh 2020. Ngày 16 tháng 5, cô lần đầu biểu diễn ở vị trí trung tâm trong sân khấu cover ca khúc Honey của chương trình. Ngày 20 tháng 6, cô cùng Ngũ Nhã Lộ, Khang Tịch, Hồ Mã Nhĩ, Lý Giai Ân, Hồ Gia Hân và Đinh Vũ Hề thể hiện ca khúc Mê Muội trên sân khấu Sáng tạo doanh 2020 với vai trò là center.
Ngày 4 tháng 7, cô thể hiện ca khúc Nữ Hoàng Thời Hiện Đại cùng với Sally, Lưu Mộng, Lưu Niệm, Tô Nhuế Kỳ, Vương Kha, Ngũ Nhã Lộ, Chu Chủ Ái và đạt hạng 5 tại Sáng tạo doanh 2020 và trở thành thành viên của nhóm nhạc nữ BonBon Girls 303.
Ngày 12 tháng 7, tập đầu tiên của bộ phim Chơi ngải do cô thủ vai Aya đã được phát sóng.
Ngày 11 tháng 8, cô ra mắt với tư cách là thành viên nhóm nhạc nữ Bonbon Girls 303, cùng với mini album đầu tay của nhóm mang tên Định Luật Ngạnh Đường. Ngày 24 tháng 8, cô xuất hiện trong MV debut của nhóm mang tên BONBON GIRLS.
Tháng 11, cô cùng 4 thành viên Bonbon Girls 303 bao gồm Lâm Na Y · Cao, Triệu Việt, Trần Trác Tuyền, Lưu Tá Ninh phát hành MV của ca khúc Kéo Tôi, một ca khúc thuộc album Shenwu 4 10th Anniversary Promotional Single.

### 2021: Tiếp tục hoạt động âm nhạc tại Trung Quốc với BonBon Girls 303
Ngày 9 tháng 2, cô cùng các thành viên Bonbon Girls 303 phát hành MV của ca khúc Thời Khắc Tập Hợp, một ca khúc thuộc album PUBG Promotional Single.
Ngày 13 tháng 2, cô cùng các thành viên Bonbon Girls 303 phát hành MV Học Viện Sử Lai Khắc (Nhạc phim Đấu La Đại Lục).
Ngày 17 tháng 2, cô tham gia chương trình thực tế Sáng tạo doanh 2021 với tư cách là trợ giảng. Ngày 10 tháng 4, cô cùng Lâm Mặc, Cam Vọng Tinh, Nhậm Dận Bồng, Hà Phật Ngồn, Lelush thể hiện ca khúc Trời Mưa Rồi, Là Anh Đang Nhớ Em trên sân khấu Sáng tạo doanh 2021 với vai trò là trợ diễn.
Ngày 27 tháng 4, cô cùng các thành viên Bonbon Girls 303 phát hành mini album thứ hai của nhóm mang tên Những Cô Nàng Lợi Hại.
Tháng 6, cô công bố demo audio ca khúc It's always you do chính cô sáng tác trên instagram.
Tháng 7 và tháng 9, cô lần lượt cùng các thành viên Bonbon Girls 303 phát hành 2 MV Những Cô Nàng Lợi Hại và Trước Mùa Thu.

### 2022: BonBon Girls tan rã và hoạt động solo tại Trung Quốc
Tháng 2, cô cùng các thành viên Bonbon Girls 303 tham gia chương trình Giấc mơ Trung Quốc, giấc mơ của tôi. Ở đây, cả nhóm đã cùng thể hiện ca khúc Giấc Mơ Trung Quốc, Giấc Mơ Của Tôi kết hợp với một số nghệ sĩ khác là Hoàng Hiên, Tống Thiến, Tiêu Chiến, Nhậm Gia Luân, Dương Dương, Dương Mịch, Hoàng Giác, Châu Thâm, Mao Bất Dịch, Địch Lệ Nhiệt Ba, INTO1, Trương Kiệt, Dương Thiên Hoa, Kim Thần, Mạnh Giai, Trương Vạn Nhất, Tiêu Thuận Dao, Trần Tiểu Xuân, Trương Trí Lâm, Lâm Hiểu Phong, Lương Hán Văn.
Tháng 4, cô cùng các thành viên Bonbon Girls 303 góp mặt trong ca khúc Đưa Cho Tôi, một ca khúc trong album Bản Giao Hưởng Của Thiên Hà kết hợp với một số nghệ sĩ khác là Trần Hằng, Lạc Thần Quân, Lạc Chỉ Dao, Lưu Khoa Ngâm, Lý Ngọc Hiên, Tô Lệ Văn, Doãn Mạn Linh, Nguyên Hạo Minh, Nguyên Mẫn, Trương Ngọc Hàm.
Tháng 5, cô cùng các thành viên Bonbon Girls 303 phát hành mini album cuối cùng của nhóm mang tên Đừng Sợ, Tương Lai Sẽ Đến. Tháng 6, cô cùng các thành viên Bonbon Girls 303 phát hành MV Cuồng Phong. Tháng 7, Bonbon Girls 303 chính thức tan rã sau 2 năm hoạt động.
Ngày 22 tháng 9, cô ra mắt MV Hẹn Mai Gặp Lại (Nhạc game Khu Vườn Ảo Mộng). Đây là MV đầu tiên của cô kể từ sau khi BonBon Girls 303 tan rã.
Ngày 30 tháng 9, cô phát hành audio ca khúc Tôi Đoán Bạn Cũng Cảm Động (Nhạc phim Bạn Trai Phản Diện Của Tôi).
Tháng 11, cô phát hành audio ca khúc Em Muốn Anh Thổi Tung Trái Tim Mình.

### 2023: Ra mắt album solo đầu tay và vai chính phim truyền hình đầu tiên
Ngày 1 tháng 3, cô ra mắt MV Mộng Du. Đây là MV solo Thái Lan đầu tiên của cô kể từ sau khi Milkshake và BonBon Girls 303 tan rã.
Ngày 8 tháng 3, cô ra mắt album solo đầu tay mang tên Dịu Dàng Với Thế Giới.
Tháng 4, cô ra mắt MV Câu Chuyện Bị Lãng Quên với 2 phiên bản tiếng Trung và tiếng Anh, nhạc phim truyền hình Phiền Anh Tỏ Tình Trước Nhé được sản xuất bởi Tencent do cô đóng vai nữ chính, được phát sóng lần đầu vào tháng 7 cùng năm. Đây là phim truyền hình đầu tiên tại Trung Quốc mà cô tham gia và cũng là bộ phim truyền hình đầu tiên cô đóng vai chính.
Tháng 5, cô phát hành audio ca khúc Hãy Hôn Nhau Đắm Say thuộc dự án âm nhạc "520 Loud Confession Project" của Tencent.
Tháng 7, cô kết hợp với F.Hero và Metawin tung ra MV Vacay.
Ngày 19 tháng 9, cô phát hành audio ca khúc Kiss Me (Nhạc phim Nhân Viên Tài Năng Đổng Đổng Ân).
Ngày 20 tháng 9, cô phát hành audio ca khúc Thợ Săn Thỏ, do cô, Hurshi, Hứa Vinh Trân, BFLO sáng tác.
Tháng 11, cô phát hành audio ca khúc KLMS do cô, Hurshi, Hứa Vinh Trân, BFLO sáng tác sau 2 năm công bố demo trên instagram.

### 2024: Gone
Tháng 7, cô ra mắt MV Gone.

### 2025: Thay đổi nghệ danh chính thức
Tháng 7, cô thông báo trên instagram chính thức của mình rằng sẽ thay đổi nghệ danh từ Nene/Trịnh Nãi Hinh thành Qala Nôir. Nội dung cụ thể của bài viết như sau:
| “             | Gửi đến tất cả những ai đã từng yêu mến "Nene", Cảm ơn các bạn - vì đã đồng hành cùng tôi, vì đã tin vào những giấc mơ của tôi, và vì đã nhìn thấy ánh sáng trong tôi. Suốt những năm qua, tôi đã dốc hết tình yêu, hy vọng và sức mạnh để theo đuổi điều mà tôi tin tưởng. Và bây giờ - tôi đã tìm thấy nó. Ánh sáng mà tôi tìm kiếm thật ra vẫn luôn hiện hữu trong tôi. Với sự nhận ra đó, tôi cảm thấy đã đến lúc, đã đến lúc để "Nene" được nghỉ ngơi. Để đặt tất cả xuống, để được nhớ đến một cách dịu dàng, và không còn mang theo những điều mà cô ấy không cần nữa. Từ bây giờ, tôi sẽ tiếp tục chương tiếp theo - với một cái tên mới, với một giọng hát mới, và trong một thế giới mới. Cảm ơn các bạn, từ tận đáy lòng tôi. Nene, ánh sáng cuối cùng. | ” |
| — Qala Noir." | |   |

## Danh sách đĩa nhạc

### Mini album

#### Với BonBon Girls 303
1. Định Luật Ngạnh Đường
2. Những Cô Nàng Lợi Hại
3. Đừng Sợ, Tương Lai Sẽ Đến

#### Solo
| Tên                   | Thông tin album | Danh sách bài hát | Ghi chú            |
| Dịu Dàng Với Thế Giới | - Phát hành: 8 tháng 3 năm 2023 - Ngôn ngữ: Tiếng Trung, tiếng Anh - Hãng đĩa: Wajijiwa Entertainment - Hình thức: Album kỹ thuật số, album vật lý | Danh sách bài hát 1. Ước Định (Promise) 2. Yêu Nha Yêu Nha 3. Dịu Dàng Với Thế Giới (Gentle on My Mind) 4. Câu Chuyện Bị Lãng Quên 5. My Star 6. Một Ngày Nắng 7. Ước Định (Promise) (Inst.) 8. Yêu Nha Yêu Nha (Inst.) 9. Dịu Dàng Với Thế Giới (Gentle on My Mind) (Inst.) 10. Câu Chuyện Bị Lãng Quên (Inst.) | Album solo đầu tay |

## Video âm nhạc

### Video âm nhạc

#### Solo
| Ngày phát hành      | Tên | Ghi chú                                                             |
| 6 tháng 3 năm 2014  | Hoa Trên Sa Mạc (Dokmai Klang Thalesai) (tiếng Thái: ดอกไม้กลางทะเลทราย) (tiếng Anh: Flower On Desert)     | Ca khúc debut                                                       |
| 12 tháng 7 năm 2022 | Hiệp Định (Yuēdìng) (tiếng Trung: 約定) (tiếng Anh: Promise)                                              |                                                                     |
| 22 tháng 9 năm 2022 | Hẹn Mai Gặp Lại (Míngtiān Jiàn) (tiếng Trung: 明天见) (tiếng Anh: See U Tomorrow)                         | OST Khu Vườn Ảo Mộng                                                |
| 1 tháng 3 năm 2023  | Mộng Du (Lamex) (tiếng Thái: ละเมอ) (tiếng Anh: Nostalgia)                                                |                                                                     |
| 18 tháng 4 năm 2023 | Câu Chuyện Bị Lãng Quên (Bèi Yíwàng De Gùshì) (tiếng Trung: 被遗忘的故事) (tiếng Anh: All About That Day) | 2 phiên bản tiếng Trung, tiếng Anh, OST Phiền Anh Tỏ Tình Trước Nhé |
| 24 tháng 7 năm 2024 | Gone |                                                                     |

#### Hợp tác
- Với Milkshake

| Ngày phát hành       | Tên                                                  | Ghi chú                    |
| 18 tháng 11 năm 2015 | Sẻ Chia (Hae) (tiếng Thái: แห่) (tiếng Anh: Together) | Ca khúc debut của nhóm     |
| 7 tháng 4 năm 2016   | JOH (tiếng Thái: โจ๊ะ)                                | Ca khúc cuối cùng của nhóm |

- Với Bonbon Girls 303

| Ngày phát hành      | Tên                                                                                            | Album                     | Ghi chú                |
| 24 tháng 8 năm 2020 | BONBON GIRLS                                                                                   | Định Luật Ngạnh Đường     | Ca khúc debut của nhóm |
| 9 tháng 2 năm 2021  | Thời Khắc Tập Hợp (Jíhé Shíkè) (tiếng Trung: 集合时刻) (tiếng Anh: Just Team Up)               | PUBG Promotional Single   |                        |
| 13 tháng 2 năm 2021 | Học Viện Sử Lai Khắc (Shǐ Lán Kè Xuéyuàn) (tiếng Trung: 史兰客学苑) (tiếng Anh: Shrek Academy) | Đấu La Đại Lục OST        |                        |
| 26 tháng 7 năm 2021 | "Những Cô Nàng Lợi Hại" (Liǎobùqǐ Nǚhái) (tiếng Trung: 了不起女孩) (tiếng Anh: Fearless Girls) | Những Cô Nàng Lợi Hại     |                        |
| 19 tháng 9 năm 2021 | "Trước Mùa Thu" (Qiūtiān Qián) (tiếng Trung: 秋天前) (tiếng Anh: Before The Autumn)            | Những Cô Nàng Lợi Hại     |                        |
| 2 tháng 6 năm 2022  | "Cuồng Phong" (Kuángbiāo) (tiếng Trung: 狂飙) (tiếng Anh: Me And My Girl)                      | Đừng Sợ, Tương Lai Sẽ Đến |                        |

- MV hợp tác khác

| Ngày phát hành       | Tên | Album                                        | Kết hợp với                                           |
| 27 tháng 11 năm 2017 | Lý Cây Bông | OST Mẹ Chồng                                 | Hồng Nhung                                            |
| 11 tháng 4 năm 2019  | Cùng Nhau (Kanlaekan) (tiếng Thái: กันและกัน) (tiếng Anh: Together)                                                            |                                              | LOTTe                                                 |
| 2 tháng 5 năm 2020   | Bạn Là Quan Trọng Nhất Nhất Nhất (Nǐ Zuì Zuì Zuì Zhòngyào) (tiếng Trung: 你最最最重要) (tiếng Anh: You Are Everything To Me) | Định Luật Ngạch Đường                        | Thí sinh Sáng tạo doanh 2020                          |
| 30 tháng 11 năm 2020 | Kéo Tôi (Lā Wǒ) (tiếng Trung: 拉我) (tiếng Anh: Pull Me)                                                                     | Shenwu 4 10th Anniversary Promotional Single | Hy Lâm Na Y · Cao, Triệu Việt, Trần Trác Tuyền, Sally |
| 25 tháng 7 năm 2023  | Vacay |                                              | F.Hero, Metawin                                       |

### Video âm nhạc đã xuất hiện
| Ngày phát hành      | Tên | Nghệ sĩ                                                                                    | Đĩa đơn / Album              |
| 27 tháng 4 năm 2017 | Tôi Không Muốn Yêu (Maidai Yak Rak) (tiếng Thái: ไม่ได้อยากรัก) (tiếng Anh: I Don't Wanna Luv)                                   | Saravilla ft. The Toys                                                                     |                              |
| 8 tháng 3 năm 2018  | Em Yêu Anh Thì Sao | Amy                                                                                        | OST Lật mặt: Ba chàng khuyết |
| 28 tháng 3 năm 2018 | Hãy Tin Tôi | Song Luân, Kiều Minh Tuấn, Huy Khánh                                                       | OST Lật mặt: Ba chàng khuyết |
| 23 tháng 4 năm 2018 | Kết Thúc | Song Luân                                                                                  | OST Lật mặt: Ba chàng khuyết |
| 5 tháng 7 năm 2019  | Nice To Meet UFO | Charoenchai Khantichaikachon, Puwanai Sangwan, Suppasit Jongcheveevat, Pakpoom Juanchainat | OST Rất vui được gặp em UFO  |
| 1 tháng 8 năm 2019  | Khoảnh Khắc Cuối Cùng (Zuìhòu Yīkè / Woechan Cin) (tiếng Trung: 最后一刻) (tiếng Thái: เวอร์ชั่นจีน) (tiếng Anh: The Last Moment) | Jack Jarupong                                                                              | OST Rất vui được gặp em UFO  |
| 23 tháng 2 năm 2020 | High Tension | BNK48                                                                                      | High Tension                 |
| 9 tháng 7 năm 2020  | Tôi Muốn...Cảm Nhận Nó (Yak Hai...Rusuek) (tiếng Thái: อยากให้...รู้สึก) (tiếng Anh: I Wanna...Feel It)                           | Silvi Phawida Morijchi                                                                     | OST Chơi ngải                |

## Một số bài hát khác
| Ngày phát hành       | Tên | Album                                   | Ghi chú |
| 10 tháng 12 năm 2013 | Trái Tim Tan Vỡ (Khatcao) (tiếng Thái: ขัดใจ) (tiếng Anh: Heart Broken) | OST 5 Căn Phòng Của Đời Người           | |
| 16 tháng 11 năm 2019 | Phải Lòng (Long) (tiếng Thái: หลง) (tiếng Anh: Falling In Luv) | Đĩa đơn không nằm trong album           | |
| 20 tháng 6 năm 2020  | Mê Muội (Zháomí) (tiếng Trung: 着迷) (tiếng Anh: Lost In Me) | Đĩa đơn không nằm trong album           | Center, kết hợp với Ngũ Nhã Lộ, Khang Tịch, Hồ Mã Nhĩ, Lý Giai Ân, Hồ Gia Hân và Đinh Vũ Hề |
| 20 tháng 6 năm 2020  | Đây Là Điều Tôi Luôn Muốn Nói Với Bạn (Zhè Shì Wǒ Yīzhí Xiǎng Duì Nǐ Shuō Dehuà) (tiếng Trung: 这是我一直想对你说的话) (tiếng Anh: This Is What I Always Wanted To Say To You) | Đĩa đơn không nằm trong album           | Kết hợp với top 34 chương trình Sáng tạo doanh 2021 |
| 4 tháng 7 năm 2020   | Nữ Hoàng Thời Hiện Đại (Módēng Tiānhòu) (tiếng Trung: 摩登天后) (tiếng Anh: It's A Bomb)                                                                                       | Đĩa đơn không nằm trong album           | Kết hợp với Sally, Lưu Mộng, Lưu Niệm, Tô Nhuế Kỳ, Vương Kha, Ngũ Nhã Lộ, Chu Chủ Ái |
| 10 tháng 4 năm 2021  | Trời Mưa Rồi, Là Anh Đang Nhớ Em (Xià Yǔ Le, Shì Wǒ Zài Xiǎng Nǐ) (tiếng Trung: 下雨了, 是我在想你) (tiếng Anh: It's Raining Because I'm Thinking of You)                      | Đĩa đơn không nằm trong album           | Kết hợp với Lâm Mặc, Cam Vọng Tinh, Nhậm Dận Bồng, Hà Phật Ngồn, Lelush |
| 1 tháng 6 năm 2021   | It's always you | Đĩa đơn không nằm trong album           | Demo, do chính cô sáng tác |
| 1 tháng 2 năm 2022   | Giấc Mơ Trung Quốc, Giấc Mơ Của Tôi (Zhōngguó Mèng, Wǒ De Mèng) (tiếng Trung: 中国梦·我的梦) (tiếng Anh: China Dream, My Dream)                                                | OST Giấc Mơ Trung Quốc, Giấc Mơ Của Tôi | Với tư cách là thành viên của BonBon Girls 303, kết hợp với Hoàng Hiên, Tống Thiến, Tiêu Chiến, Nhậm Gia Luân, Dương Dương, Dương Mịch, Hoàng Giác, Châu Thâm, Mao Bất Dịch, Địch Lệ Nhiệt Ba, INTO1, Trương Kiệt, Dương Thiên Hoa, Kim Thần, Mạnh Giai, Trương Vạn Nhất, Tiêu Thuận Dao, Trần Tiểu Xuân, Trương Trí Lâm, Lâm Hiểu Phong, Lương Hán Văn |
| 2 tháng 4 năm 2022   | Đưa Cho Bạn (Gěi Nǐ) (tiếng Trung: 给你) (tiếng Anh: For U) | Bản Giao Hưởng Của Thiên Hà             | Với tư cách là thành viên của BonBon Girls 303, kết hợp với Trần Hằng, Lạc Thần Quân, Lạc Chỉ Dao, Lưu Khoa Ngâm, Lý Ngọc Hiên, Tô Lệ Văn, Doãn Mạn Linh, Nguyên Hạo Minh, Nguyên Mẫn, Trương Ngọc Hàm |
| 30 tháng 9 năm 2022  | Tôi Đoán Bạn Cũng Cảm Động (Wǒ Cāi Nǐ Yě Xīndòng) (tiếng Trung: 我猜你也心动) (tiếng Anh: I Guess You Are Also Moved)                                                          | OST Bạn Trai Phản Diện Của Tôi          | |
| 3 tháng 11 năm 2022  | Em Muốn Anh Thổi Tung Trái Tim Mình (Ayak Hai Phat Pha Chai Chan Loi) (tiếng Thái: อยากให้พัดพาใจฉันลอยไป) (tiếng Anh: I Want You To Blow My Heart Away)                          | Đĩa đơn không nằm trong album           | |
| 20 tháng 5 năm 2023  | Hãy Hôn Nhau Đắm Say (Rèliè De Qīnwěn ba) (tiếng Trung: 热烈的亲吻吧) (tiếng Anh: Passionate Kiss)                                                                             | 520 Loud Confession Project             | |
| 19 tháng 9 năm 2023  | Kiss me | OST Nhân Viên Tài Năng Đổng Đổng Ân     | |
| 20 tháng 9 năm 2023  | Thợ Săn Thỏ (Tùzǐ Lièshǒu) (tiếng Trung: 兔子猎手) (tiếng Anh: Bad Bunny) | Đĩa đơn không nằm trong album           | Sáng tác: Nene, Hurshi, Hứa Vinh Trân, BFLO |
| 15 tháng 11 năm 2023 | KLMS | Đĩa đơn không nằm trong album           | Sáng tác: Nene, Hurshi, Hứa Vinh Trân, BFLO |

## Danh sách phim

### Phim truyền hình
| Năm  | Tên phim                                                                                 | Vai diễn | Kênh phát sóng   | Vai trò  | Ghi chú                                                                            |
| 2017 | Teenage Mom: The Series                                                                  | Fon      | GMM ONE, LINE TV | Vai phụ  | Phim truyền hình đầu tay                                                           |
| 2020 | 2ghether: The Series                                                                     | Air      | GMM25            | Vai phụ  |                                                                                    |
| 2020 | Chơi ngải (tiếng Thái: ลองของ ซีรีส์) (tiếng Anh: Art of Devil)                             | Aye      | Channel 3        | Vai phụ  |                                                                                    |
| 2023 | Phiền anh tỏ tình trước nhé (tiếng Trung: 麻烦请你先告白) (tiếng Anh: Confess Your Love) | Lâm Thần | Tencent          | Nữ chính | Phim truyền hình đầu tiên tại Trung Quốc, phim truyền hình đầu tiên đóng vai chính |
| 2023 | Phiền anh tỏ tình trước nhé (tiếng Trung: 麻烦请你先告白) (tiếng Anh: Confess Your Love) | Lâm Vãn  | Tencent          | Vai phụ  | Phim truyền hình đầu tiên tại Trung Quốc, phim truyền hình đầu tiên đóng vai chính |

### Web drama
| Năm  | Tên phim                                                                                             | Vai diễn       | Kênh phát sóng | Vai trò  | Ghi chú                                     |
| 2014 | 5 căn phòng của đời người (tiếng Thái: 5 ห้องชีวิต) (tiếng Anh: 5 Rooms Of Life)                        | Lue            | DMC            | Nữ chính | Vai chính đầu tiên, phim chiếu mạng đầu tay |
| 2018 | Trạch nam trưởng thành nhờ tình đầu búp bê (tiếng Trung: 宅男长成记之人偶初恋) (tiếng Anh: The Doll) | Trần Trung Trí | Ái Kỳ Nghệ     | Nữ chính |                                             |
| 2019 | Rất vui được gặp em UFO (tiếng Trung: 超级影后之初次做人) (tiếng Anh: Nice to Meet UFO)              | Nữ Tư Toàn     | Ái Kỳ Nghệ     | Nữ chính |                                             |
| 2019 | Rất vui được gặp em UFO (tiếng Trung: 超级影后之初次做人) (tiếng Anh: Nice to Meet UFO)              | Tần Toàn       | Ái Kỳ Nghệ     | Nữ chính |                                             |

### Phim điện ảnh
| Năm  | Tên phim                 | Vai diễn | Vai trò  | Ngày khởi chiếu     | Doanh thu | Ghi chú                |
| 2018 | Lật mặt: Ba chàng khuyết | Christie | Nữ chính | 25 tháng 5 năm 2018 | 85 tỉ VNĐ | Phim điện ảnh đầu tiên |

## Chương trình

### Dẫn chương trình đài phát thanh
| Năm  | Tên chương trình | Đài     |
| 2015 | Talk Talk        | Kênh 93 |

### Tống nghệ cố định
| Năm  | Tên chương trình    | Kênh phát sóng | Ghi chú  |
| 2020 | Sáng tạo doanh 2020 | Tencent        | Học viên |